# Дмитрий Малишко
Дмитрий Владимирович Малишко (на руски: Дмитрий Влади́мирович Малы́шко) е руски състезател по биатлон.
Малишко е роден в Соснови Бор, Руска СФСР, на 19 март 1987 г.
Дебютира в Световната купа в Хохфилцен, Австрия, във втория кръг от сезон 2011/12, където завършва 21-ви в преследването. През същия сезон печели едно второ място с щафетата на Русия и едно трето място в преследването. Участва на Световното първенство в Руполдинг през 2012 г. През сезон 2012/13 печели второ място в преследването и трето място в щафетата в Хохфилцен (2. кръг). В 4. кръг в Оберхоф печели първите си две победи – в спринта и преследването. 

## Резултати

### Световни първенства
| Първенство     | Индивидуално | Спринт | Преследване | Масов старт | Щафета | Смесена щафета |
| -------------- | ------------ | ------ | ----------- | ----------- | ------ | -------------- |
| 2012 Руполдинг | 35-о         |        |             |             | 6-о    | 5-о            |

### Турнири заСветовната купа
- 2011/12: 19